# Quand la nuit tombe (version Maureen Birnbaum)
Pour les articles homonymes, voir Quand la nuit tombe.
Quand la nuit tombe (version Maureen Birnbaum) (titre original : Maureen Birnbaum After Dark) est une nouvelle de science-fiction écrite par George Alec Effinger et publiée en 1989. Cette nouvelle fait partie de l'anthologie Les Fils de Fondation présentée par Martin H. Greenberg.
L'auteur reprend l'univers développé par Isaac Asimov dans sa nouvelle Quand les ténèbres viendront.

## Résumé
Maureen Birnbaum raconte à son ancienne camarade de chambré sa nouvelle aventure. Après avoir « wouffé » sur une planète inconnue, elle se rend compte qu'une véritable crise est en train d'avoir lieu, en effet la planète va devoir affronter sa première véritable nuit depuis 2049 ans, semant désordre et confusion au sein de la population.
Maureen devra user de tous ses talents aussi bien physiques que mentaux pour s'extraire de cette fâcheuse situation et retourner sur Terre.